# Hugo Hildebrandt (Ornithologe)

Hugo Hildebrandt, 1927

Hugo Christian Max Hildebrandt (* 25. Januar 1866 in Tating; † 17. September 1946 in Altenburg) war ein deutscher Forstverwaltungsbeamter und Ornithologe.

## Leben und Wirken
Hugo Hildebrandt war ein Sohn von Christian Friedrich Hildebrandt (* 6. Juli 1838 in Leezen; † 14. Januar 1916 in Kosel) und dessen Ehefrau Friederike Marianne Christine, geborene Krummbein (* 6. Januar 1844 in Hohenfelde; † 28. Februar 1903 in Kiel). Er hatte fünf Geschwister, mit denen er in Itzehoe aufwuchs. Sein Vater arbeitete hier ab den 1870er Jahren als Lehrer und Küster. Während seiner Schulzeit interessierte er sich ausschließlich für die Natur und Tiere und vernachlässigte andere Fächer. Er beschäftigte sich damit, die westholsteinischen Landschaften zu inspizieren, zu sammeln, Fallen zu stellen, Präparate anzufertigen und Tiere zu halten.
Hildebrandt besuchte die Realschule in Itzehoe. Da er nur Förster werden wollte, um Zeit in der Natur verbringen zu können, endete seine Schulzeit mit der Konfirmation. Ab 1881 erhielt er eine praktische Ausbildung in Privatrevieren Holsteins. Ab 1886 leistete er den militärischen Pflichtdienst ab. Da er sehr großgewachsen war, diente er im Berliner Garderegiment. Er begleitete seine Vorgesetzten bei Jagden Ernst I. von Sachsen-Altenburgs als Helfer. Der Herzog übernahm Hildebrandt 1889 als seinen Leibjäger. Während dieser dienstlich wenig arbeitsintensiven Zeit konnte Hildebrandt umfangreiche Naturstudien vornehmen und sammeln. Außerdem eignete er sich eine umfangreichere Bildung insbesondere in Geographie, Geologie, Lokal- und Allgemeingeschichte, klassischer Literatur und Sprachen an.
Von 1898 bis 1900 erhielt Hildebrandt in einem sehr bewaldeten Gebiet im Westen Altenburgs eine offizielle Ausbildung zum Forstgehilfen. Danach begann er eine mittlere Forstverwaltungslaufbahn bei der Forstakademie Tharant und beendete diese mit entsprechenden Prüfungen. Ab 1903 arbeitete er als Forstregistrator in der herzoglichen Domänenfideikommiß-Verwaltung in Altenburg.
Am 6. Juli 1904 heiratete Hildenbrandt in Camburg-Döbritschen die Pastorentochter Agnes Luise Martha Heyge (* 13. Juli 1904 in Heyda; † 6. Juli 1939 in Altenburg), mit der er keine Kinder hatte. 1918 wechselte er als Forstregistrator in den Staatsdienst des Landes Thüringen. 1930 ging er als Verwaltungsobersekretär in Pension.

## Naturwissenschaftliche Arbeiten
Hildebrandt befasste sich mit Botanik und mehreren tierkundlichen Themengebieten. Zu herausragender Bedeutung gelangte er als Ornithologe. 1908 berichtete er in einer ersten Publikation über die Fauna von Reptilien und Amphibien des Herzogtums Ostthüringen. Ab 1906 arbeitete er als ehrenamtlicher Kustos der renommierten Naturforschenden Gesellschaft des Osterlandes und ordnete deren Vogelsammlung neu. Im Rahmen dieser Tätigkeit erschienen 1917 und 1919 zwei umfangreichere Werke, in die er eigene Feldbeobachtungen und Literaturstudien einarbeitete. Er beschrieb darin die wechselnden Bestände mehrerer Vogelarten in der Region, in der Christian Ludwig Brehm Studien angestellt hatte. Im „Beitrag zur Ornis Ostthüringens“ stellte er die Vogelverbreitung in Ostthüringen dar.
Von 1912 bis 1943 schrieb Hildebrandt nahezu jedes Jahr mehrere Artikel zur Vogelkunde. Hinzu kamen sechzehn umfangreichere Publikationen zur Geschichte der Ornithologie. Für das Literaturstudium legte er eine eigene große Fachbibliothek an, in der viele seltene Quellen zu finden waren. Die Bibliothek stiftete er der Universitätsbibliothek Jena.
Hildebrandt reiste bis ins hohe Alter durch Deutschland, dabei insbesondere nach Norddeutschland, und nahm währenddessen ornithologische Studien vor. Allein zur Faunea Norddeutschlands schrieb er achtzehn Publikationen. Darüber hinaus gehörte er mehreren ornithologischen Vereinen an und besuchte Fachveranstaltungen, wodurch er sehr viele Wissenschaftler kennenlernte. Er galt als exzellenter Beobachter, der sehr belesen war, über Fachwissen verfügte, sorgfältig arbeitete und kritische Urteile fällen konnte. Die Thüringer Landesbehörde gab bei ihm Gutachten in Auftrag und bat ihn in Angelegenheiten des Naturschutzes um Rat.
Hildebrandt gehörte zu den wenigen Autodidakten, die Beiträge für das „Handbuch der deutschen Vogelkunde“ von Günther Niethammer schrieben. Er beschäftigte sich viele Jahre damit, die sehr umfangreichen Quellen für die Abschnitte „Gesamtverbreitung“ und „Vorkommen in Deutschland“ zu sammeln und zu verarbeiten. In den 1920er Jahren hatte er mit einer umfassenden der „Vogelfauna Thüringens“ begonnen. Aufgrund der Arbeiten für Niethammers Handbuch musste er diese Arbeiten jedoch zurückstellen. Er beschäftigte sich bis Lebensende mit diesem Projekt, das er nicht fertigstellen konnte. Teilmanuskripte und Materialsammlungen hiervon lagerten nach seinem Tod lange in Schleswig-Holstein. 1970 wurden sie nach Thüringen gebracht, bearbeitet und veröffentlicht.
1893 trat Hildebrandt in den Deutschen Verein zum Schutze der Vogelwelt ein. Seit 1901 engagierte er sich in der Naturforschenden Gesellschaft des Osterlandes, seit 1906 als Mitglied des Vorstands. 1921 wurde er Mitglied der Deutschen Ornithologischen Gesellschaft, ab 1925 Mitglied des Ausschusses. Er gehörte zudem dem Verein sächsischer Ornithologen an, der ihn 1939 zum Ehrenmitglied ernannte.